# Hypsiboas rubracylus
Hypsiboas rubracylus är en groddjursart som först beskrevs av Cochran och Coleman J. Goin 1970.  Hypsiboas rubracylus ingår i släktet Hypsiboas och familjen lövgrodor. IUCN kategoriserar arten globalt som livskraftig. Inga underarter finns listade i Catalogue of Life.